# Angiotensina

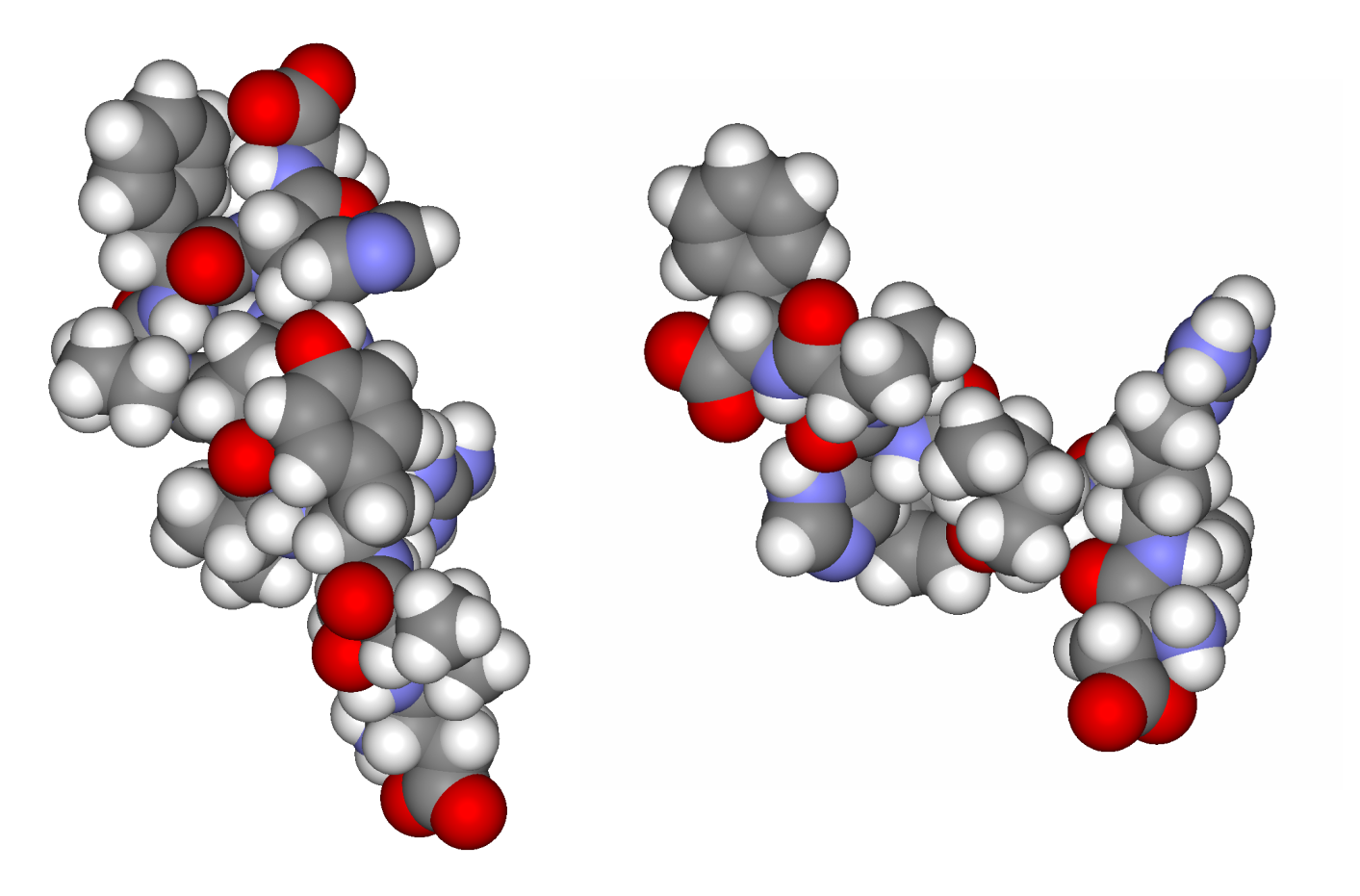
Struttura dell'Angiotensina I e II

L'angiotensina è un ormone peptidico che stimola la vasocostrizione e quindi fa aumentare la pressione arteriosa. Partecipa al sistema renina-angiotensina-aldosterone, risultando perciò un obiettivo ideale per farmaci antipertensivi; l'angiotensina infatti stimola, in caso di bassa pressione, il surrene a produrre aldosterone che aumenta la ritenzione idrica e quindi la pressione stessa.
L'angiotensina risulta quindi essere un importante ormone che ha, oltre alle funzioni citate, un potente effetto dipsogeno (ossia di stimolare la sete). Viene sintetizzata dal fegato in una forma primaria, l'angiotensinogeno,  e convertito nella sua forma definitiva dalla renina prodotta dal rene.
È stata isolata per la prima volta a fine anni '30, sia a Indianapolis sia in Argentina, durante studi non correlati fra loro, tant'è che le furono assegnati due nomi diversi, rispettivamente Angiotonina e Ipertensina; successivamente fu sintetizzata in laboratorio.

## Precursore e forme dell'angiotensina

### Angiotensinogeno
L'angiotensinogeno è un α-2-globulina, prodotta e messa in circolo dal fegato, appartenente alla famiglia delle serpine. I suoi livelli plasmatici sono incrementati dai corticosteroidi, dagli estrogeni, dall'ormone tiroideo e dai livelli di angiotensina II. L'angiotensinogeno umano è lungo 452 aminoacidi, di cui i primi 12 risultano avere una grande importanza funzionale:
```
Asp-Arg-Val-Tyr-Ile-His-Pro-Phe-His-Leu-Val-Ile
[
2
]
```

### Angiotensina I
```
Asp-Arg-Val-Tyr-Ile-His-Pro-Phe-His-Leu
```

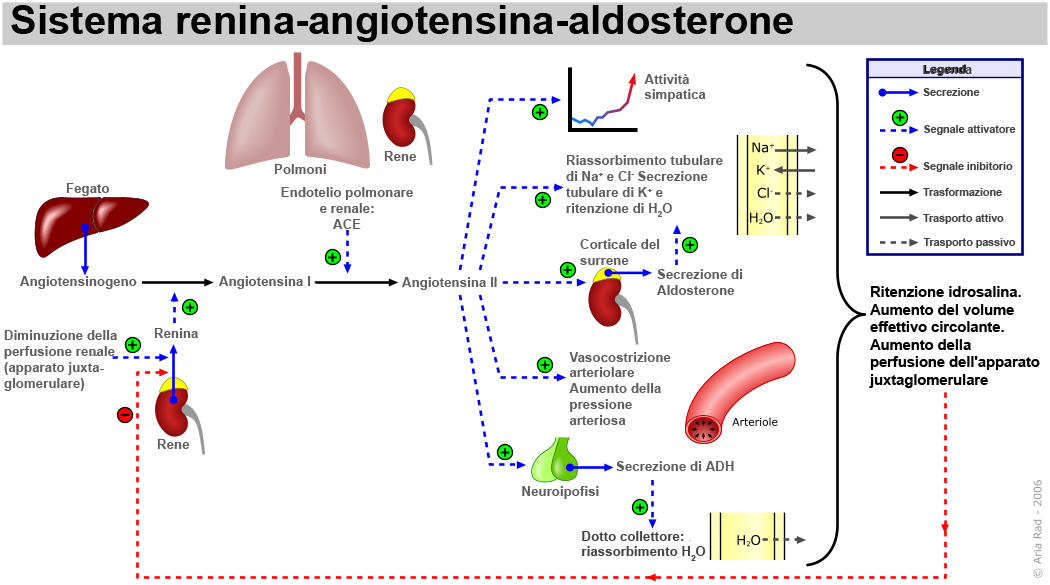
Sistema renina-angiotensina-aldosterone

L'angiotensina I è formata dall'azione della renina sull'angiotensinogeno. La renina è prodotta dal rene in risposta alla diminuzione della pressione arteriosa renale a livello dell'apparato juxtaglomerulare o alle ridotte concentrazioni di elettroliti quali sodio o cloro a livello della macula densa: a una maggiore concentrazione di sodio il rilascio di renina è diminuito.
La renina scinde il legame peptidico tra un residuo di leucina e valina dell'angiotensinogeno, generando il polipeptide angiotensina I, che non pare avere attività biologica ma esista solo in qualità di precursore dell'angiotensina II.

### Angiotensina II
```
Asp-Arg-Val-Tyr-Ile-His-Pro-Phe
```

L'angiotensina I è convertita in angiotensina II attraverso la rimozione di due residui carbossiterminali dall'enzima convertitore dell'angiotensina (ACE) che si trova soprattutto nei capillari dei polmoni, nei quali raggiunge la maggior concentrazione nel corpo. L'angiotensina II agisce come un ormone endocrino, autocrino e paracrino.
L'ACE è il bersaglio degli ACE inibitori, che ne diminuiscono il livello di produzione e sono perciò tra i più efficaci farmaci contro l'ipertensione. L'angiotensina II aumenta la pressione del sangue stimolando la contrazione della componente muscolare liscia delle arterie.
Sono noti anche altri prodotti dell'ACE, lunghi 7 o 9 aminoacidi; hanno differenti affinità per i recettori dell'angiotensina, anche se la loro esatta funzione non è ancora chiara.
L'angiotensina II è degradata ad angiotensina III dalle angiotensinasi che sono localizzate nelle emazie e nel sistema vascolare: ha una emivita plasmatica di circa 30 secondi, mentre nei tessuti può arrivare fino a 15-30 minuti.

### Angiotensina III
```
Asp | 
Arg-Val-Tyr-Ile-His-Pro-Phe
```

L'angiotensina III ha il 40% dell'azione vasocostrittoria della II, ma il 100% della sua attività di produzione dell'aldosterone.

### Angiotensina IV
```
Arg | 
Val-Tyr-Ile-His-Pro-Phe
```

L'angiotensina IV è un esapeptide che ha attività minori delle precedenti.

## Effetti
L'angiotensina II, III e IV hanno numerosi effetti sul corpo:

### Effetti cardiovascolari
Questi ormoni hanno potenti effetti vasocostrittori, diminuendo il lume di arterie e vene e aumentando la pressione sanguigna. La II ha inoltre un potenziale protrombotico favorendo l'adesione e l'aggregazione delle piastrine e la produzione di inibitori dell'attivazione del plasminogeno.
Quando la crescita delle cellule cardiache è stimolata, un sistema locale (autocrino-paracrino) renina-angiotensina viene attivato nel miocita, stimolando un sistema di crescita della cellula attraverso la Protein-Chinasi C. Lo stesso meccanismo può venire attivato nella cellula muscolare liscia, in caso di ipertensione, aterosclerosi o danno endoteliale. L'angiotensina II è il più importante stimolatore cardiaco del Gq in caso di ipertrofia.

### Effetti neurotropi
L'angiotensina II ha un potente effetto dipsogeno (di stimolare la sete) agendo sull'organo subfornicale del cervello, attenua l'attività dei riflessi barocettoriali e stimola il desiderio di sale. Potenzia inoltre la secrezione di vasopressina nella neuroipofisi e la secrezione di corticotropina nell'adenoipofisi; potenzia anche il rilascio di norepinefrina agendo direttamente sulle fibre post-gangliari del sistema simpatico.

### Effetti surrenali
L'angiotensina II agisce sulla corteccia del surrene stimolando il rilascio di aldosterone, un ormone che causa a livello renale ritenzione di sodio ed eliminazione di potassio. Elevati livelli di angiotensina II sono responsabili degli ugualmente elevati livelli di aldosterone presenti durante la fase luteale del ciclo mestruale.

### Effetti renali
L'angiotensina II ha un effetto diretto sui tubuli distali, aumentando il riassorbimento di sodio. Ha inoltre un complesso e variabile effetto sulla filtrazione glomerulare e sulla pressione sanguigna nel distretto renale: aumenti della pressione sistemica manterranno la pressione di perfusione, e allo stesso tempo la costrizione delle arteriole afferenti ed efferenti diminuiranno il flusso sanguigno locale contribuendo a una più fine regolazione della pressione.
L'effetto sulla resistenza delle arteriole efferenti è comunque decisamente più marcata, in parte dovuto al loro minore diametro ma soprattutto perché le arteriole efferenti rispetto alle afferenti possiedono un numero maggiore di recettori di tipo 1 per l'angiotensina 2 che sono quelli con ruolo vasocostrittore; questo porta ad aumentare la pressione nel glomerulo in modo che non cali la filtrazione. Tale meccanismo è usato per esempio quando un rene dispone di un numero inferiore di glomeruli efficaci e pertanto c'è bisogno di aumentare la filtrazione a livello dei glomeruli ancora funzionanti e questo viene effettuato appunto ad opera dell'angiotensina 2 grazie all'aumento di pressione a livello dell'arteriola efferente e quindi del glomerulo. Ciò può portare ad una microalbuminuria e contemporaneamente un'iperplasia delle cellule mesangiali che attivano un feedback di citochine infiammatorie che portano ad un processo cicatriziale fibrotico (sclerosi interstiziale). Questo meccanismo è alla base della spiegazione dell'ipertensione arteriosa essenziale.
L'angiotensina ha quindi anche un ruolo nel feedback tubuloglomerulare perché portando ad un'iperfiltrazione determina anche un maggior lavoro da parte dei tubuli e quindi ad una ipoossigenazione di questa (con attivazione del feedback tubuloglomerulare che porta ad una diminuzione della filtrazione glomerulare), ad una fibrosi tubulointerstiziale ed infine alla nefroangiosclerosi.
Quest'ormone causa inoltre il rilascio locale di prostaglandine, che invece lavorano come antagonisti della vasocostrizione renale: l'effetto netto di questi meccanismi competitivi risulta in un accurato controllo della filtrazione, e possono variare sotto regime farmacologico.
Pertanto l'angiotensina 2 ha effetti diversi sul rene: da un lato aumenta la filtrazione renale costringendo le arteriole efferenti ed aumentando la pressione glomerulare, dall'altro anche attraverso l'azione dell'aldosterone stimola un maggior riassorbimento di sodio e quindi di acqua.